# Cruz al Mérito de Guerra (Baden)
La Cruz al Mérito de Guerra (en alemán: Kriegsverdienstkreuz) fue una condecoración militar concedida por el Gran Ducado de Baden. Fundada el 9 de septiembre de 1916 por el Gran Duque Federico II de Baden, la cruz fue concedida para reconocer el servicio de guerra y el trabajo voluntario, principalmente en el ámbito doméstico.

## Apariencia
La Cruz al Mérito de Guerra de Baden está hecha de bronce dorado, con la forma de una cruz de Malta. Se muestra una corona de laurel entre los brazos de la cruz. En el centro del anverso de la cruz se halla un medallón circular de plata. El medallón muestra un grifo coronado sosteniendo una espada con la mano derecha y un escudo con las armas de Baden con la izquierda. El reverso del medallón lleva el monograma coronado del Gran Duque Federico II.